# 三戸美佳
三戸 美佳（みと みか、1959年10月23日 - ）は、テレビ新広島のテレビディレクターで、同局の元アナウンサー。

## 来歴
広島県広島市出身。聖心女子大学卒業。1982年にテレビ新広島に入社し、同局のアナウンサーになる。
アナウンス業務から離れた後は、報道特別番組の制作を担当。その後も制作番組のナレーションに参加することがあり、『原爆ドーム〜その名に遺されたもの〜』の英語字幕版では吹き替えを担当した。

## 担当番組
2003年当時のテレビ新広島公式プロフィールからの参考。
- tssスピーク
- ふれあいひろしま
- tssスーパーニュース - 金曜担当